# Christian Mithassel
Christian Mithassel (* 29. September 1987 in Oslo) ist ein ehemaliger norwegischer Freestyle-Skier. Er startete in der Disziplin Skicross.

## Werdegang
Mithassel begann seine Karriere als Alpiner Skirennläufer. Dabei nahm er von 2002 bis 2013 vorwiegend an FIS-Rennen teil. Bei den Juniorenweltmeisterschaften 2007 trat er im Riesenslalom, Super G sowie in der Abfahrt an, schied aber bei allen Rennen vorzeitig aus. Im Skicross startete er im März 2011 in Grindelwald erstmals im Freestyle-Skiing-Weltcup, wobei er den 31. Platz errang. In der Saison 2011/12 erreichte er dort mit dem fünften Platz seine beste Platzierung im Weltcup und zum Saisonende mit dem 24. Platz im Skicross-Weltcup sein bestes Gesamtergebnis. Bei den Weltmeisterschaften 2013 in Voss kam er auf den 18. Platz und bei den Olympischen Winterspielen 2014 in Sotschi auf den 29. Rang. Seinen 31. und damit letzten Weltcup absolvierte er im Januar 2014 am Kreischberg, welchen er auf dem 15. Platz beendete.

## Erfolge

### Olympische Spiele
- 2014 Sotschi: 29. Platz Skicross

### Weltmeisterschaften
- 2013 Voss: 18. Platz Skicross

### Weltcupwertungen
| Saison  | Gesamt | Gesamt | Skicross | Skicross |
| Saison  | Platz  | Punkte | Platz    | Punkte   |
| ------- | ------ | ------ | -------- | -------- |
| 2010/11 | 154.   | 2      | 44.      | 22       |
| 2011/12 | 83.    | 11     | 24.      | 111      |
| 2012/13 | 115.   | 10     | 26.      | 95       |
| 2013/14 | 128.   | 9      | 29.      | 98       |